# Воронцовка (Кировоградская область)
Воронцо́вка (укр. Воронцівка) — село в Новгородковской поселковой общине Кропивницкого района Кировоградской области Украины.
До 2020 года входило в Новгородковский район
Население по переписи 2001 года составляло 31 человек. Почтовый индекс — 28200. Телефонный код — 5241. Код КОАТУУ — 3523455102.